# Vukoder
Vukoder is een plaats in de gemeente Karlovac in de Kroatische provincie Karlovac. De plaats telt 115 inwoners (2001).